# 北海道紋別南高等学校
北海道紋別南高等学校（ほっかいどう もんべつみなみこうとうがっこう、Hokkaido Monbetsuminami High School）は、かつて北海道紋別市南が丘町六丁目にあった公立（道立）高等学校。

## 沿革
- 1956年3月7日 - 官第205号指令を以って、紋別市立女子高等技芸学校の設置が認可される。
- 1961年
  - 1月12日 - 36教財第44号指令を以って、北海道紋別花園高等学校の設置が認可される。
  - 4月8日 - 北海道紋別花園高等学校が開校する。
- 1963年3月31日 - 紋別市立女子高等技芸学校が閉校となる。
- 1965年12月25日 - 北海道紋別花園高等学校が道立に移管される。
- 1966年3月31日 - 北海道紋別高等学校（のちの北海道紋別北高等学校）から分離した工業科と北海道紋別花園高等学校の統合により、北海道紋別南高等学校となる。
- 1996年10月12日 - 創立40周年記念式典を挙行する。
- 2006年9月23日 - 創立50周年記念式典を挙行する。
- 2007年
  - 3月31日 - 北海道紋別南高等学校閉校。在校生は北海道紋別高等学校へ編入。
  - 4月1日 - 北海道紋別北高等学校と統合により、紋別南高等学校の校舎を使用した新設高校の北海道紋別高等学校が開校する。

## 学科
全日制課程
- 機械科
- 電気科
- 家政科